# Tarcísio Nascentes dos Santos
Tarcísio Nascentes dos Santos (* 27. Februar 1954 in Niterói, Bundesstaat Rio de Janeiro, Brasilien) ist ein römisch-katholischer Geistlicher und Bischof von Duque de Caxias.

Wappen von Tarcísio Nascentes dos Santos.

## Leben
Tarcísio Nascentes dos Santos empfing am 8. Dezember 1978 das Sakrament der Priesterweihe.
Am 11. Februar 2009 ernannte ihn Papst Benedikt XVI. zum Bischof von Divinópolis. Der Erzbischof von Niterói, Alano Maria Pena OP, spendete ihm am 18. April desselben Jahres die Bischofsweihe; Mitkonsekratoren waren der Bischof von Nova Friburgo, Rafael Llano Cifuentes, und der emeritierte Bischof von Divinópolis, José Belvino do Nascimento. Am 1. August 2012 bestellte ihn Benedikt XVI. zum Bischof von Duque de Caxias.